# Los Fastidios
Los Fastidios ist eine italienische Ska- und Streetpunkband, die im Jahre 1991 in Verona gegründet wurde. Sie gilt als eine der wichtigsten antifaschistischen Ska- und Streetpunk-Bands Italiens.

## Bandgeschichte
Die Band wurde 1991 von Enrico De Angelis in Verona gegründet und veröffentlichte 1992 ihre Demo Oi!'N'Roll. Mit Birra, oi! e divertimento erschien 1994 ihre erste Single. Das Album We count on you von 1998 wurde in wenigen Monaten 10.000 mal verkauft.
Bis 2022 veröffentlichte die Band 12 Alben sowie mehrere Compilations und Singles.
Die Band ist international gut vernetzt und spielte bereits mehrere hundert Konzerte in ganz Europa. Alben wurden gemeinsam mit verschiedenen Bands produziert, wie etwa F.F.D. (Italien), Talco (Italien), Moscow Death Brigade (Russland), What We Feel (Russland), Feine Sahne Fischfilet (Deutschland), My Terror (Deutschland) und Mister X (Belarus).
2002 lieferten sie mit einem Interview und Live-Bildern einen Beitrag zum Film Skinhead Attitude, einer Dokumentation über die internationale antirassistische Skinhead-Szene.
Seit Anfang 2019 steht Elisa Dixan regelmäßig bei jedem Konzert auf der Bühne, um gemeinsam mit der Gruppe einige Songs zu singen.
Ihr Lied „Antifa Hooligans“ wird seit vielen Jahren beim FC St. Pauli bei jedem Heimspiel am Ende der Halbzeitpause gespielt.

## Stil und Texte
Die Skinheads spielen kraftvollen, melodischen Streetpunk, der sich aus klassischem, britischen Oi!-Punk und aus allerlei Bereichen des Rock ’n’ Roll, Ska, Hardcore und Punkrock zusammensetzt. Los Fastidios befassen sich in ihren meist in Italienisch verfassten Songs mit sozialkritischen und politischen Themen, welche die politisch links orientierte Stellung der Band unterstreichen.

## Diskografie
Alben
- 1996: Hasta la baldoria
- 1998: Contiamo su di voi![5]
- 2001: Guardo Avanti Timo Iden[6]
- 2004: Siempre Contra
- 2005: Sopra e Sotto il palco (live)
- 2006: Rebels 'N' Revels[7]
- 2009: All´ Arrembaggio[8]
- 2014: Let`s do it
- 2017: The Sound of Revolution
- 2019: Joy Joy Joy
- 2020: From Lockdown To The World[9]
- 2021: XXX The number of the Beat

Singles und EP
- 1994: Birra, oi! e divertimento
- 1995: Banana e scarponi
- 1997: Oi! Gio
- 2000: Radio boots
- 2003: Ora Basta
- 2006: Un Calcio ad un Pallone
- 2007: Fetter Skinhead In 2007
- 2015: So Rude, So Lovely

Kompilationen
- 2001: Ten Years Tattooed On My Heart (1991–2001)
- 2003: La verdadera fuerza de la calle
- 2007: Anejo 16 Anos

Videos
- 2005: On The Road….Siempre Tour! (DVD) (KOB Records, 2005)[10]

## Bibliografie
Marco Aspesi, Le guide pratiche di Rumore - Punk italiano. La terza generazione (1990 - 2003), Pavia, Apache Edizioni, 2004.